# Hastings (Minnesota)
Hastings – miasto w Stanach Zjednoczonych, w stanie Minnesota, siedziba administracyjna hrabstwa Dakota.